# Otto Wilhelm Masing

Otto Wilhelm Masing (dit silhouet, met een schaar uitgeknipt, is het enig bekende portret van hem)

Otto Wilhelm Masing (Lohusuu, 8 november 1763 – Äksi, 15 maart 1832) was een Estische lutherse predikant en taalkundige. Op zijn voorstel is de letter Õ in het Estische alfabet ingevoerd.

## Vroege jaren
Masing werd in 1763 geboren in Lohusuu als zoon van de koster Christian Masick en zijn vrouw Anna Ludovica von Hildebrandt. Zijn vader was een Est, zijn moeder van gemengd Zweeds-Baltisch-Duitse afstamming. De ouders hechtten veel belang aan een goede opleiding voor hun zoon. Ook Franz Gotthilf Friedrich Asverus, de plaatselijke dominee, nam hem onder zijn hoede.
Masing bezocht tussen 1777 en 1779 die stadsschool van Narva en van 1779 tot 1782 het gymnasium in Torgau in het tegenwoordige Duitsland. Daarna studeerde hij aan de universiteit van Halle theologie, muziek en tekenkunst. Hij ontdekte ook dat hij een speciaal talent voor talen had. Estisch en Duits sprak hij al. Tijdens zijn studietijd leerde hij er Latijn, Oudgrieks, Russisch, Italiaans en Frans bij. Hij voorzag door vertalen in een deel van zijn levensonderhoud. In 1786 keerde hij naar Estland terug, waar hij twee jaar als huisleraar werkte bij Otto Magnus von Toll op het landgoed van Püssi.

## Predikant
In 1788 nam Masing het ambt van dominee op in Lüganuse. In 1795 werd hij beroepen naar Viru-Nigula en in 1815 naar Äksi, ongeveer 20 km ten noorden van Dorpat (Tartu). Bij de heropening van de Universiteit van Dorpat op 22 april 1802 hield Masing als een van de weinige Esten een rede in het Latijn. In 1818 nam hij de functie van assessor in het Consistorie van de lutherse kerken in Lijfland op zich. Vanaf 1821 was hij proost in Dorpat.
In 1796 trouwde hij in Dorpat met Dorothea Amalie Ehlertz (1776–1809), dochter van Carl Ulrich Ehlertz (1739–1790), raadsheer in Dorpat, en Louisa Dorothea Stockenberg (1755–1803), familie van de beeldhouwer Johann Gustav Stockenberg. Het paar kreeg acht kinderen; vier van hen stierven jong. Na de dood van Dorothea hertrouwde Masing in 1818 met Caroline Antoinette Piccaluga (1792–1858), die in Napels geboren was, maar in Sint-Petersburg opgegroeid. Bij haar kreeg hij in 1822 nog een dochter.
Masing overleed in Ãksi in 1832. Hij werd begraven op de Oude Sint-Jansbegraafplaats, onderdeel van de Raadi-begraafplaats, in Tartu.

## Publicist

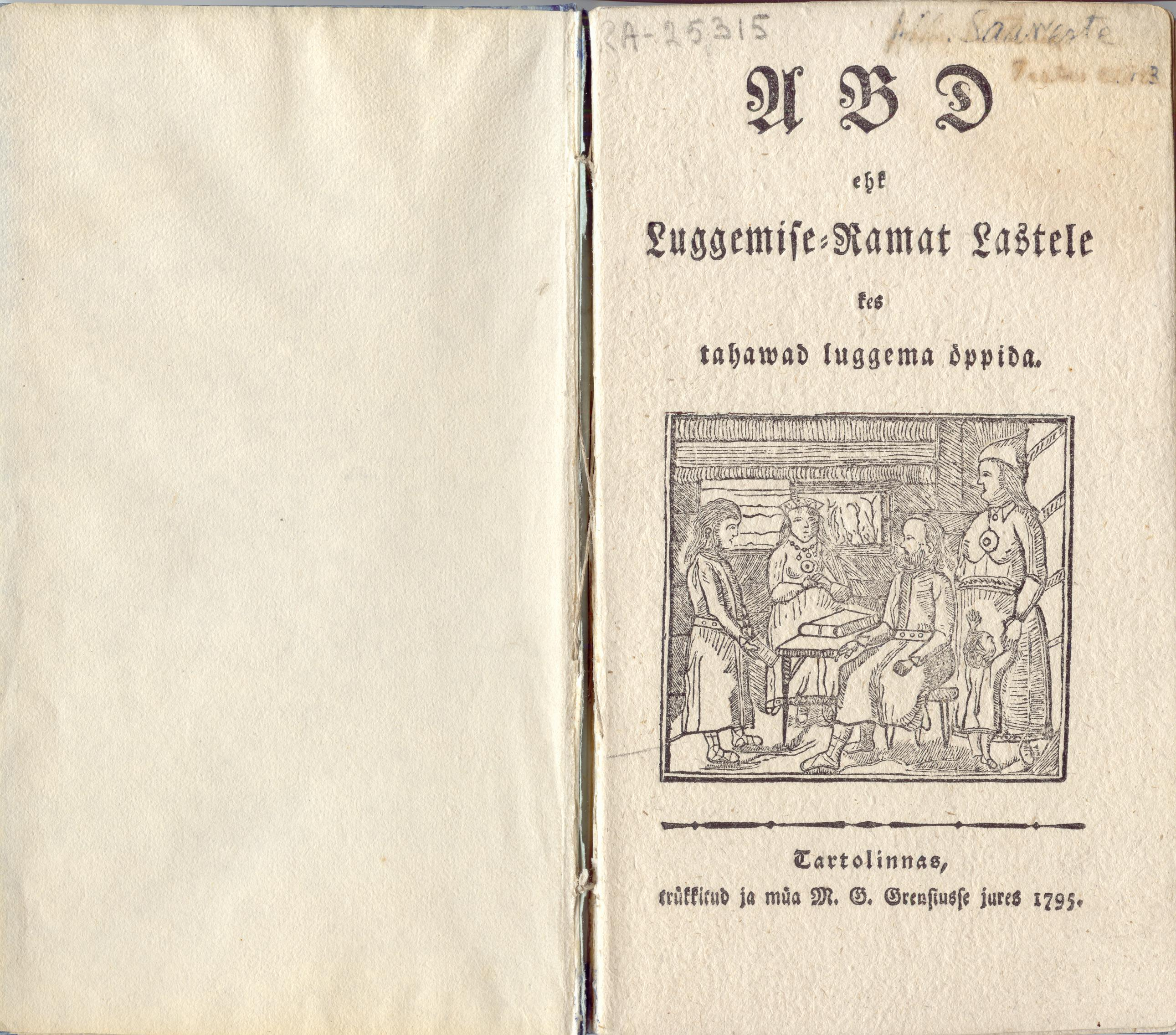
Titelblad van het ABD ehk Luggemise-Ramat Lastele. Tartu, 1795

Masing stond bekend als publicist, pedagoog en taalkundige, die zich vooral toelegde op het Estisch. Soms ging hij daarbij dwars tegen de heersende opvattingen in. Zijn doel was de bevordering van de Estische taal, verbetering van het opleidingsniveau van de inheemse bevolking en emancipatie van de Esten, die immers achtergesteld werden bij de Baltische Duitsers.
Zijn belangrijkste werken zijn:
- 1795: ABD ehk Luggemise-Ramat Lastele (moralistisch leesboek voor kinderen in de Estische taal)[3]
- 1816: Ehstnische Originalblätter für Deutsche (Estisch leesboek voor Duitstaligen)
- 1820: Vorschläge zur Verbesserung der Ehstnischen Schrift (in het Duits; in deze beknopte brochure bepleit hij het gebruik van de letter Õ)[4]
- 1821: Luggemislehhed (leesboek met een methodische opzet)
- 1823: Täielinne ABD-Ramat (‘Compleet ABD-boek’), Arwamise-Ramat (‘Rekenboek’) en drie theologische leerboeken
- 1820: Vertaling van de Lijflandse wet op de boerenstand van 1819, waarbij de horigheid werd afgeschaft, in het Noord-Estische dialect (door de censuur doorgelaten in 1821)
- 1824–1826: Redacteur van de krant Tallorahwa kulutaja (‘Berichten voor de boerenbevolking’)
- 1821–1823 en 1825: Redacteur van het weekblad Marahwa Näddala-Leht (‘Weekblad voor het platteland’, taalkundige en bellettristische bijdragen, praktische levenslessen)
- Redacteur van het kalendertijdschrift Maarahwa Kalendrit (‘Plattelandskalender’)
- 1818: Uitgever van het zondagsblad Pühhapäewa wahhe-luggemised (‘Zondagslectuur’)
- Werk aan een Duits-Estisch woordenboek, dat onvoltooid bleef. De aantekeningen zijn verloren gegaan

## Taalkundige
Otto Wilhelm Masing was een van de belangrijkste ijveraars voor de Esten en hun taal in de vroege 19e eeuw. Naar zijn mening hoorde het Estisch zoals de bevolking het sprak de norm te zijn. Op basis daarvan moest het mogelijk zijn van Estisch ook een geschreven taal te maken in plaats van een taal die alleen mondeling overgedragen werd. Hij had plannen voor zowel een wetenschappelijke als een praktische grammatica van het Estisch, maar kwam daar niet meer aan toe. Masing streefde naar een standaardtaal die door sprekers van alle Estische dialecten begrepen kon worden. De schriftelijke vastlegging van die taal diende nauw aan te sluiten bij de spreektaal.
Masing was de eerste die de letter Õ gebruikte voor de Estische klinker, die wordt gevormd door de tong te plaatsen alsof een o wordt uitgesproken en daarbij de lippen te spreiden. Deze klank komt niet voor in bijvoorbeeld het Fins, Zweeds of Lets, maar lijkt wel op de Russische letter Ы.

## Erkenning
In 1821 kreeg Masing de Orde van Sint-Vladimir 4e klasse.
De bibliotheek van Lohusuu heeft een gedenkplaat voor Otto Wilhelm Masing. Zijn geboortehuis is niet bekend; vermoedelijk bestaat het niet meer.
De pastorie in Viru-Nigula waar Masing heeft gewoond, is nu het Viru-Nigula Koduloomuuseum, het museum voor plaatselijke geschiedenis. Tegen de gevel is ook een gedenkplaat voor Masing aangebracht.
In Äksi staat een gedenksteen voor hem.

## Foto’s

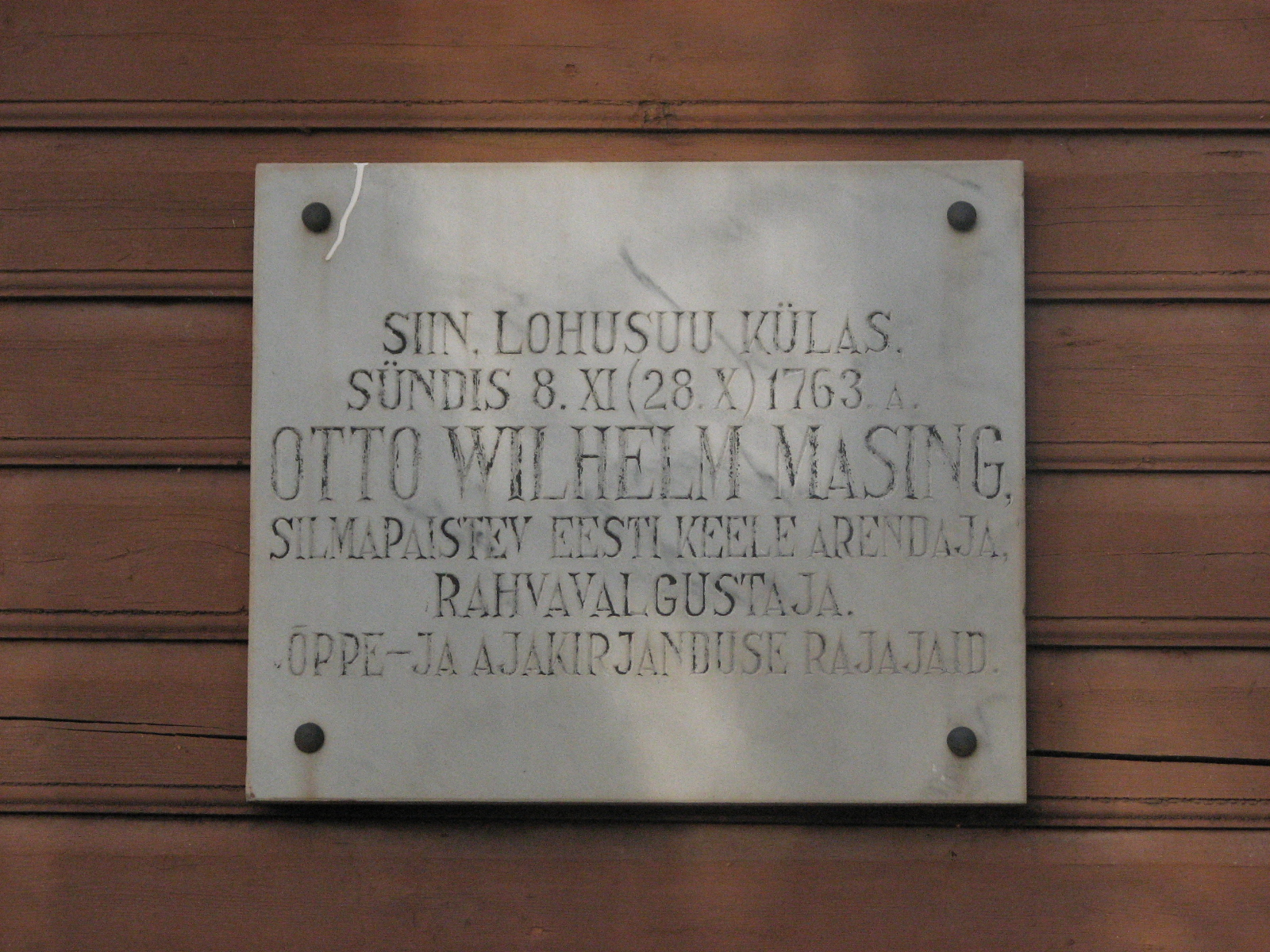
Gedenkplaat voor Otto Wilhelm Masing tegen de muur van de bibliotheek in Lohusuu
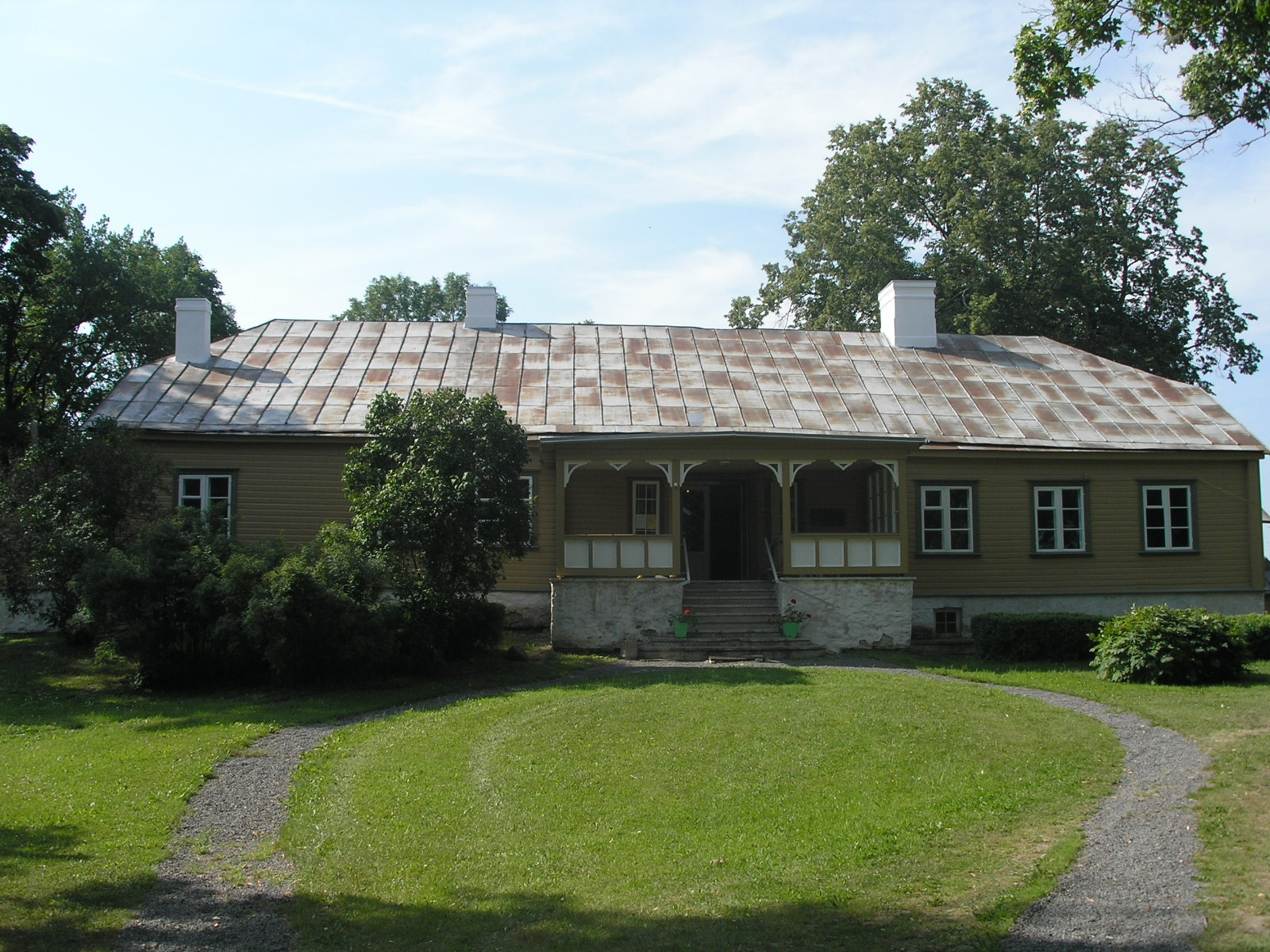
Het museum voor plaatselijke geschiedenis in Viru-Nigula
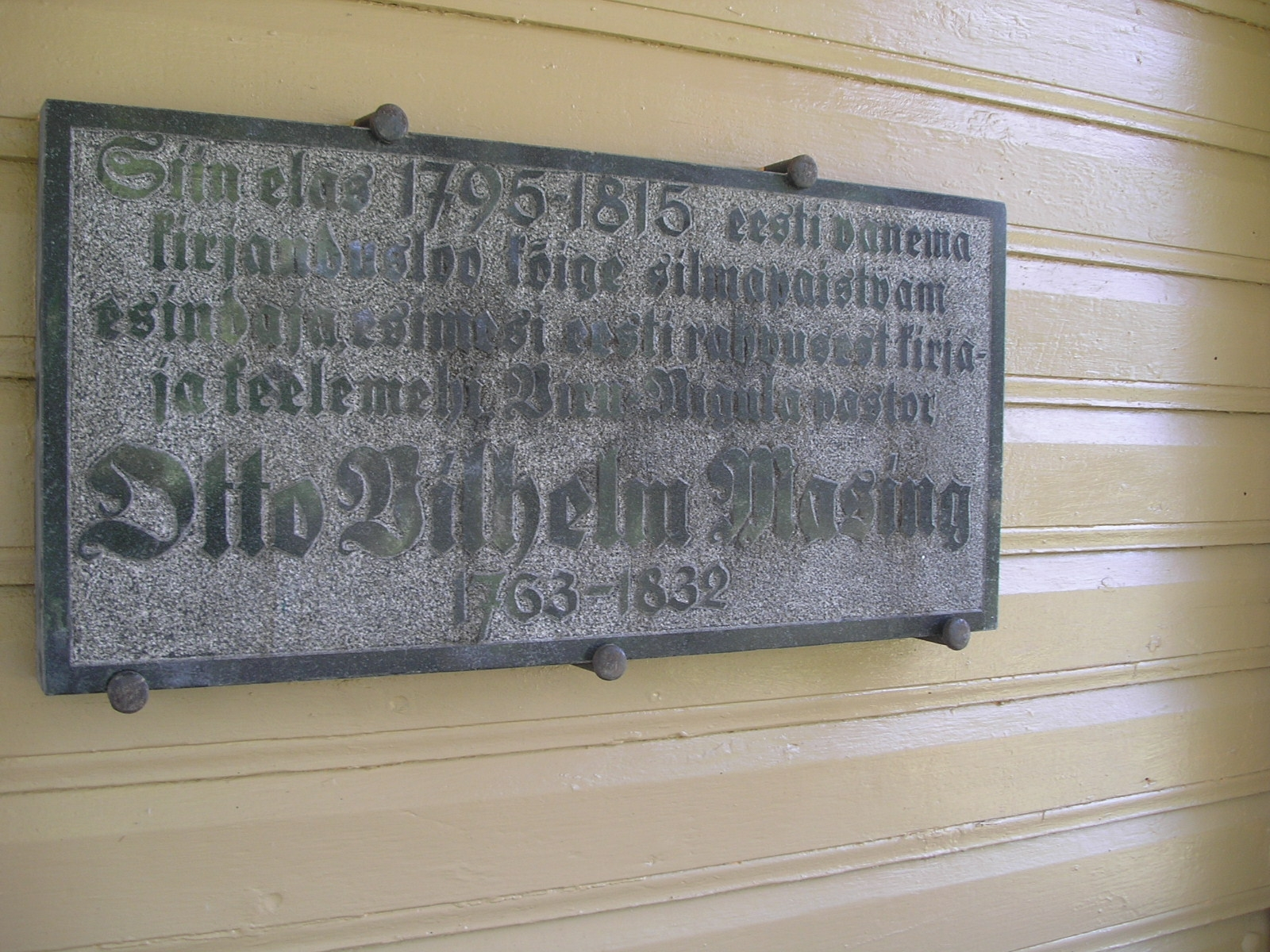
Gedenkplaat voor Otto Wilhelm Masing in Viru-Nigula